# Karl Manne Georg Siegbahn
Karl Manne Georg Siegbahn (n. 3 decembrie 1886, Örebro Nikolai parish⁠(d), Comitatul Örebro, Suedia – d. 24 septembrie 1978, Engelbrekt church parish⁠(d), Comitatul Stockholm, Suedia) a fost un fizician suedez, laureat al Premiului Nobel pentru Fizică în 1924 pentru cercetările și descoperirile sale în domeniul spectroscopiei razelor X.
Născut în Örebro, Suedia, Siegbahn și-a obținut doctoratul la Universitatea Lund în 1911, cu o lucrare intitulată Magnetische Feldmessungen (Măsurări ale câmpului magnetic). A fost profesor suplinitor pentru Janne Rydberg în perioada de boală a acestuia, și i-a succedat ca profesor titular în 1915.
Fiul său, Kai Siegbahn, este și el laureat al Premiului Nobel pentru Fizică, în 1981.